# Zaščitna brigada (TO RS)
27. zaščitna brigada Teritorialne obrambe Republike Slovenije (večinoma le Zaščitna brigada) je bila brigada Teritorialne obrambe Republike Slovenije, nato pa Slovenske vojske, ki je bila aktivna tudi med slovensko osamosvojitveno vojno.

## Zgodovina

### Poimenovanje
Skozi čas obstaja je enota imena več imen
- enota Bor: 1968 - 1980
- 61. brigada TO: 1980 - 1982
- Brigada TO Edvarda Kardelja - Krištofa: 29. maj 1982 - 1986
- 27. zaščitna brigada TO: 1986 - 1992

### Predhodna enota
Leta 1968 je bila ustanovljena zaščitna enota slovenskega političnega vodstva (27. zaščitna brigada TO SRS), sprva v moči voda in pod imenom vojna enota 4195-3 Bor, v katerega so bili razporejeni najbolj zanesljivi okoliški prebivalci. Uradno je bila enota podrejena Glavnega štaba za SLO Slovenije, medtem ko ji je od ustanovitve do leta 1990 dejansko poveljeval Ivan Maček - Matija. Glavna naloga enote je bila zaščita režimskih ljudi, za katere so smatrali, da bi bili v primeru izbruha vojne (napada sil Varšavskega pakta) ogroženi. Mednje je tako spadalo 561 predvojnih komunistov in revolucionarjev, članov CK KPS in KPJ (do leta 1952), poveljniški kader višjih enot NOV in POS, narodni heroji ter člani Sveta federacije in Sveta republike, okoli 300 občanov z zelo občutljivimi nalogami (vidnejši borci VOS OF, VDV in OZNE, tožilci, nekateri republiški sekretarji, nekateri kulturni in javni delavci in člani SAZU) ter okoli 100 do 300 družinskih članov ljudi iz prvih dveh kategorij. Vse te osebe bi v primeru izbruha sovražnosti evakuirali na območje ob Kolpi, pri čemer bi jim priskrbeli pištole za osebno varovanje, spalne vreče, najnujnejšo osebno opremo, radijski sprejemnik,...

### Brigada
Enota se je pričela leta 1973 reorganizirati v brigadno velikost. Mirnodobna (stalna) sestava je v tem času štela le 11 delavcev. Za razliko od drugih brigad TO RS je bila ta brigada že v miru predvideno stalno sestavo, hkrati pa je bila namenjena tudi za protispecialno delovanje; posledično se je tudi njena sestava razlikovala, saj so v sklopu brigade delovale tudi inženirske, tankovske, protiletalske, RKBO in komunikacijske enote.
Brigada je leta 1980 štela že okoli 2500 pripadnikov. Leta 1982 je bila razglašena za najboljšo brigado teritorialne obrambe v celotni SFRJ. Leta 1985 je bila izvedena reorganizacija brigade, s katero so zmanjšali sestavo na 1566 pripadnikov.
Zaradi svojega statusa je brigada imela tudi poseben status glede izbora pripadnikov, pri čemer so upoštevali moralno-politično odliko, strokovno vojaško usposobljenost in starost. Pripadnike brigade so v letih 1980-1986 rekrutirali le iz 12 občin: LJ Bežigrad, LJ Center, LJ Moste-Polje, LJ Šiška, LJ Vič-Rudnik, Domžale, Grosuplje, Kamnik, Kočevje, Kranj, Litija in Ribnica; medtem ko so jih v letih 1986-90 rekrutirali iz petih ljubljanskih občin in Kočevja, Domžal ter Ribnice.
17. decembra 1990 se je del brigade, ki ji je takrat poveljeval kapetan Anton Krkovič, predstavil z novo oborožitvijo in opremo v Kočevski Reki. Predsednik Izvršnega sveta Skupščine SRS Lojze Peterle je v govoru med drugim dejal »Danes mi je prvič zadišalo po slovenski vojski«. Zaščitna brigada je nato aktivno sodelovala v vojni za samostojno Slovenijo in pri umiku JLA, pri čemer se je že med vojno uveljevilo neuradno ime Specialna brigada MORiS.
V letih 1991–1994, ko je bil sekretar za obrambo oz. minister za obrambo Janez Janša, je enota MORiS pod vodstvom Antona Krkoviča upoštevala samo Janševe usmeritve, čeprav bi morala po pravilih neposredno izpolnjevati ukaze načelnika Republiškega štaba TO. Enota je bila vpletena v nezakonito prekupčevanje z orožjem in druge kriminalne dejavnosti (npr. v času osamosvojitvene vojne mučenje Šefketa Suljevića, oficirja JLA iz ribniške kasarne, ki je hotel prestopiti v TO; po osamosvojitvi podstavitev bombe pod avto Zmaga Jelinčiča; ponarejanje dokumentov; grožnje itd.) ter številne afere, od katerih je bila najbolj odmevna afera Depala vas.
13. oktobra 1992 je takratni minister za obrambo Republike Slovenije Janez Janša izdal odredbo o preimenovanju zaščitne enote v 1. specialno brigado MORiS.

## Vodstvo
Poveljniki
- polkovnik Miloš Zabukovec: 1968 - november 1988
- polkovnik Franc Carl: november 1988 - 1990
- polkovnik Tone Krkovič: 1990 - 1992

Junij 1991
- poveljnik: polkovnik Tone Krkovič
- načelnik štaba: major Jože Prvinšek
- načelnik varnostne službe: major Andrej Bremec
- načelnik za obveščevalne zadeve: major Boris Mikuš
- pomočnik za zaledne zadeve: major Štefan Cimer
- referent za organizacijsko-mobilizacijske zadeve: stotnik 1. st. Miran Loparec
- referent za motivacijo in informiranje: višji vodnik 1. st. Albin Mikulič
- poveljnik 1. odreda: stotnik 1. st. Zvonko Žagar
- poveljnik 2. odreda: stotnik 1. st. Antiša Grgantov
- poveljnik 3. odreda: stotnik 1. st. Cveto Zorko
- poveljnik izvidniških enot: poročnik Ladislav Troha

## Organizacija
1973 - 1985
- Poveljstvo
- prištabne enote:

- inženirska četa
- četa za zvezo
- tankovska četa
- četa RKBO
- logistična četa
- vod protiletalske obrambe

- 1. pehotni bataljon
- 2. pehotni bataljon
- 3. pehotni bataljon
- 4. pehotni bataljon

Junij 1991
- poveljniški odred
- izvidniško-policijska četa
- odred za hitre intervencije
- policijski vod
- I. zaščitni odred
- II. zaščitni odred
- III. zaščitni odred
- republiški odred za oskrbo

## Odlikovanja in priznanja
V letih 1976-78 je bila enota najboljša enota teritorialne obrambe Slovenije, leta 1982 je bila razglašena za najbolje ocenjeno enoto v TO SFRJ (ter prejela veliko plaketo oboroženih sil SFRJ) in nato istega leta prejela še red za vojaške zasluge z veliko zvezdo.